# Vincent Wigglesworth
Vincent Brian Wigglesworth FRS (17 de abril de 1899 — 11 de fevereiro de 1994) foi um entomologista britânico.